# Akwa’ala Indijanci
Akwa’ala (Paipai). -Indijansko pleme porodice Yuman sa sjevera poluotoka Baja California u Meksiku.   Njihov dom su planine južno od Santa Catarine i kod ušća Rijeke Colorado.  Sami sebe oni zovu Paipai, ime Akwa'ala dali su im Indijanci Mohave. Prema popisu iz 1990. ima ih oko 300.

## Običaji Akwa'ala
/prema njihovom šamanu jackrabbitu/
Prema Akwa'ala informantu Jackrabbit-u (inače je šaman, pa je veoma dobro upućen u povijest i strukturu društva), pleme se nije oduvijek bavilo agrikulturom, nego su ovisili o lovu i sakupljanju. 
Društvena struktura je slična kao i kod Diegueño Indijanaca. Djevojčica (po istom informantu) u predmenstrualnom periodu zove se 'hetcenakwatL' (kod srodnih Cocopa  'yicakwatL'), poslije prve menstruacije ona postaje 'patcerkwatL' (žena ?).- Parne kupelji također imaju, 'dobre su protiv reumatizma', riječi su Jackrabbita. -Štitovi su izrađeni od jelenje kože, uvijek crni, obojeni drvenim ugljenom, i bez perja. Kod Cocopa su drugačiji.  Duhan zovu aúBe, ali ga ne sade, puše ga i muškarci i žene, i u njega ne dodaju nikakve druge sastojke kao što je to običaj kod Indijanaca koji puše kinnikinnick. Muškarci duhan puše na drvenu lulu ili trsku. –Veoma rašireni običaj uzimanja jimsonweeda (Datura) također je prisutan, nazivaju ga 'smalketúdje ' ili  'mulkatutca'.
Njihov bog Mitipa koji je sa zemljom izišao iz prvotne prastare vode stvorio je sunce, mjesec i čovječanstvo. 
Akwa’ala rječnik

## Vanjske poveznice
- Notes on the Akwa'ala Indians of Lower California
- Vocabulary Words in Native American Languages: Paipai
- Paipai: A language of Mexico
- Foto galerija